# أوروبفيل
أوروبافيليا هي عشق وحب وتقدير لأوروبا وثقافتها ومجتمعتها وتطورها وتاريخها ومطبخها. في السياسة يعني المصطلح دعم الوحدة الأوروبية والاتحاد الأوروبي. 